# Cesto pasquale

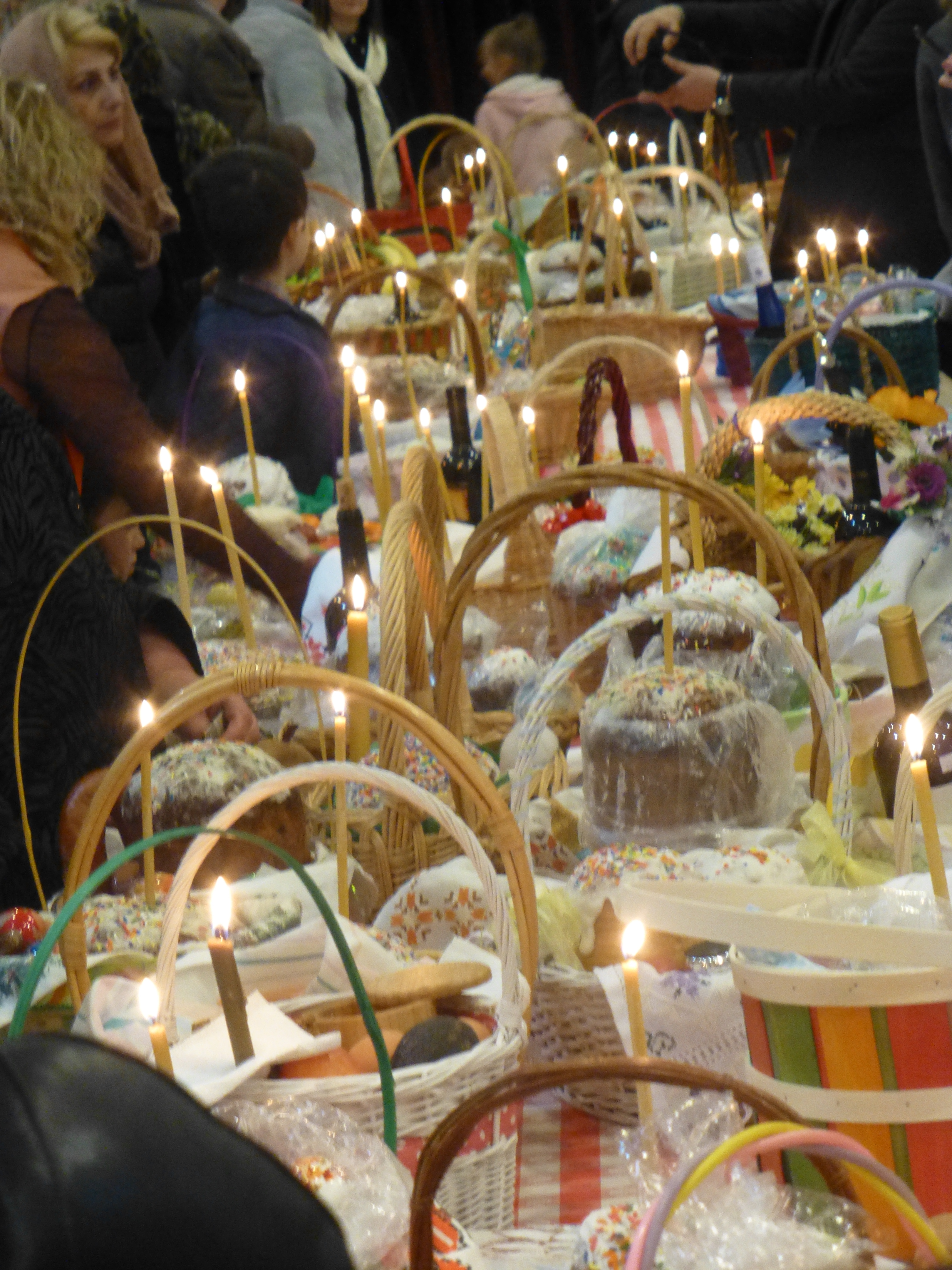
Cesti pasquali preparati per la benedizione nella sala di una chiesa ortodossa orientale.

Un cesto pasquale è un cesto contenente i cibi tradizionalmente vietati da consumare durante la Quaresima, che viene benedetto da un sacerdote per segnare la fine del digiuno quaresimale e l'arrivo della Pasqua. Questo continua a essere normativo nel cristianesimo orientale e i cesti pasquali sono tipicamente benedetti prima del servizio di mezzanotte del sabato santo, con il loro contenuto consumato durante la festa dopo il servizio.
In alcune parti del cristianesimo occidentale, l'enfasi è posta sul fare un sacrificio quaresimale (rinunciare a piaceri come cioccolato e biscotti) piuttosto che sulla tradizionale astinenza dalle carni; in quanto tale, in paesi del mondo occidentale come gli Stati Uniti, i cesti pasquali vengono riempiti di uova, carne, latticini, vino, giocattoli o altri regali a seconda della propria cultura, dopo essersi astenuti durante la Quaresima.

## Tradizioni
Le tradizioni per la Pasqua nei paesi dell'Europa orientale spesso includono la benedizione dei cesti.

### Polonia
In Polonia, Święconka o "la benedizione dei cesti pasquali" è una tradizione centrale del sabato santo. La tradizione risale al VII secolo nella sua forma più antica. Il cesto è tradizionalmente foderato con un tovagliolo di lino bianco o di pizzo e decorato con rametti di bosso (bukszpan), il tipico sempreverde pasquale. Cestini contenenti un assaggio di cibi pasquali vengono portati in chiesa per essere benedetti il sabato santo. Dopo la benedizione, i cestini delle vivande vengono poi messi da parte fino al mattino di Pasqua.

### Stati Uniti

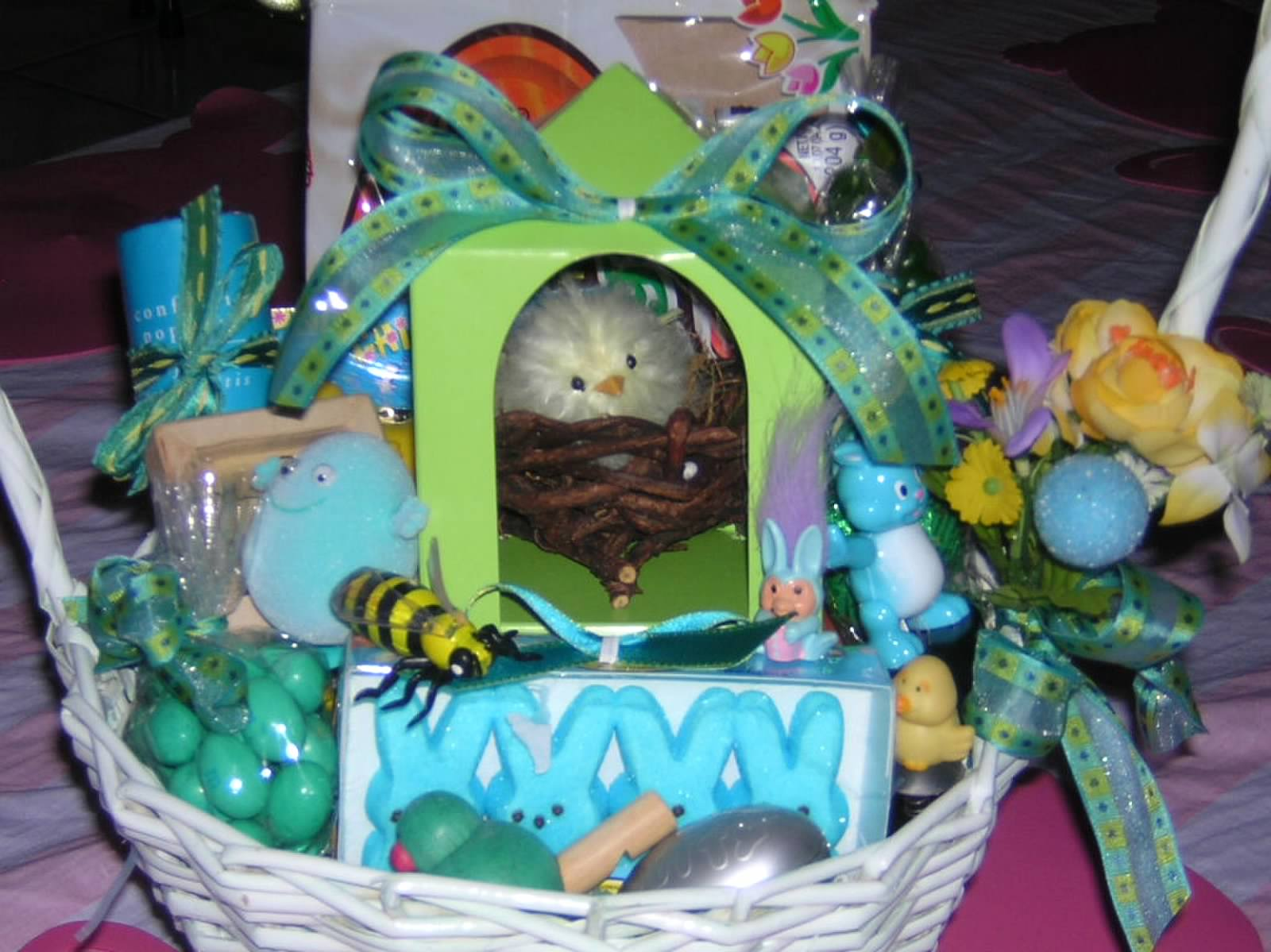
Conigli Marshmallow, uova di caramelle e altre prelibatezze in un cesto di Pasqua

Negli Stati Uniti d'America, una tradizione pasquale prevede che il coniglietto pasquale lasci un cesto di caramelle per i bravi bambini durante la notte. I bambini lasciano fuori un cestino durante la notte che il coniglietto pasquale riempie di caramelle, giocattoli e regali la sera prima di Pasqua, e i bambini si svegliano per trovare il loro cestino pasquale. I cesti pasquali sono usati anche nelle cacce alle uova di Pasqua, in cui i bambini provano a riempire il loro cestino con le uova di Pasqua.